# Río Tocantins

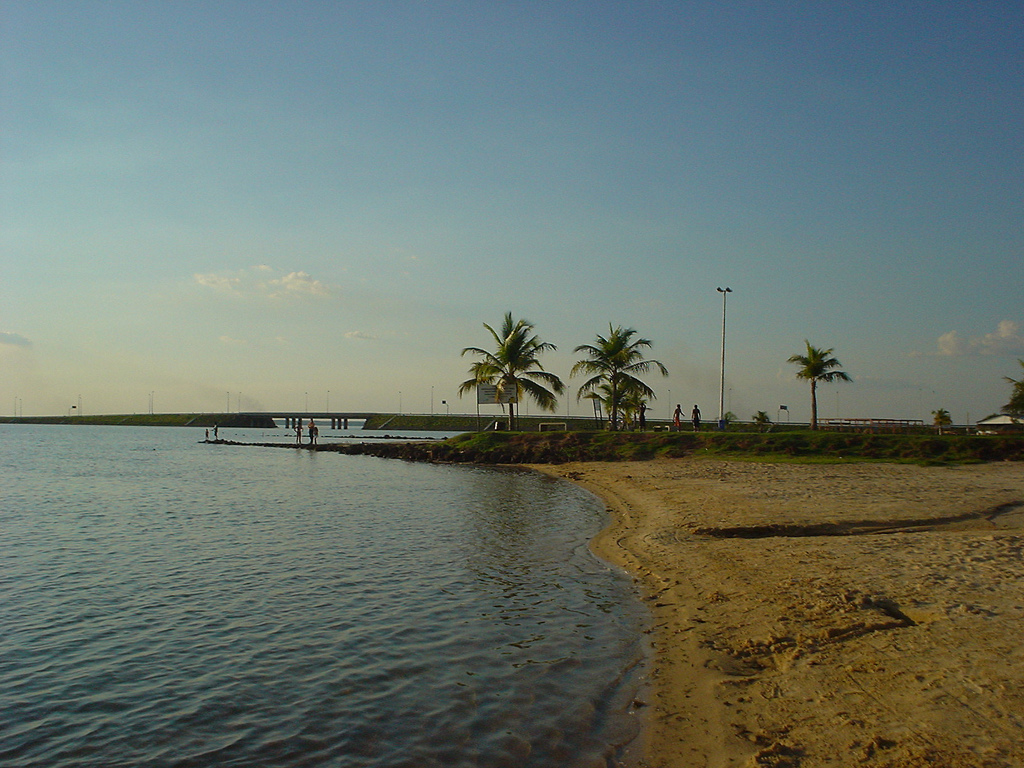
Playa fluvial cerca de la ciudad de Palmas.

El río Tocantins (en tupí Pico de Papagayo) es un largo río brasileño cuyas aguas desembocan en el océano Atlántico, cerca de la boca del río Amazonas, al este de península de Marajó en forma de amplio estuario. Es la arteria fluvial más importante del centro de Brasil, discurriendo por los estados de Goiás, Tocantins, Maranhão y Pará y bañando algunas ciudades importantes, como Belém (con aproximadamente 2 millones de habitantes en su región metropolitana, la capital de Pará), Imperatriz (250.000 habitantes, en Maranhão), Marabá (240.000 habitantes, en Pará) y Palmas (230.000 habitantes, la capital de Tocantins). Con una longitud de aproximadamente 2400 km, es el más largo de los ríos que discurren exclusivamente por territorio brasileño.

## Geografía
El río Tocantins, aunque no es un ramal del río Amazonas, se considera a veces parte de su sistema fluvial dado que sus aguas desembocan en el océano Atlántico a muy pocos kilómetros al este de las del Amazonas. El río da su nombre a uno de los estados más recientes, formado en 1988 de lo que hasta entonces formaba la parte norte de Goiás. Su cuenca drena un total de 764.183 km², lo que la convierte en la 40.ª del mundo.

### Curso alto del río Tocantins
El río Tocantins es un río de aguas claras que tiene sus fuentes en el estado de Goiás, en la sierra General de Paranã, en el distrito montañoso conocido como los Pireneus, al oeste del Distrito Federal, a una altitud de unos 1100 m. Se considera habitualmente que el río nace en la confluencia del río Paranã y el río Maranhão, entre los municipios de Paranã (11.260 km² y 10.794 hab. en 2008) y São Salvador do Tocantins (1427,61 km² y 3.102 hab. en 2008), a una altitud de solamente 230 m. Sin embargo, a veces, el curso bajo del río Maranhão se considera parte del propio río Tocantins, que nacería mucho más arriba, en la confluencia entre el Maranhão y el río de las Almas (310 km).
El río Paranã, con una longitud de 530 km, recoge las aguas de la vertiente oriental de la sierra General de Paranã y las de la vertiente occidental de la sierra General de Goiás; a su vez el río Maranhão, con una longitud de 420 km, recoge las de la vertiente meridional de la sierra General de Paranã y las de la vertiente oriental de la sierra Dourada. En 1998 entró en funcionamiento la central hidroeléctrica de Sierra de Mesa, la 4.ª mayor del mundo por potencia instalada, que requirió la construcción de una gran presa en el alto Tocantins, en el curso del río Maranhão, poco después de recibir al río de las Almas, anegando gran parte del valle alto del Maranhão, y también del río Tocatinzinho y el río Barragem.

### Alto Tocantins
El Paranã y el Maranhão son ríos muy caudalosos que reciben muchos afluentes y se reúnen a unos 50 km al oeste de la localidad de Paranã, ya en el estado de Tocatins. El río Tocatins emprende entonces su largo camino hacia el mar, en dirección sensiblemente sur, bordeando en su curso medio la vertiente occidental de la serie de cordales, orientados en dirección N-S de las sierras dos Xavantes, de Estrondo y de las Cordilleras, un tramo de unos 600 km de longitud que sigue también la Rodovia Transbrasiliana (BR-153), la quinta mayor rodovía de Brasil (4.355 km), que discurre en dirección N-S, entre Marabá (Pará) y Aceguá (Río Grande del Sur).
El río Tocatins en este curso alto recibe muchos afluentes, como el río de las Almas (otro con el mismo nombre está aguas arriba), Santa Teresa (370 km), Santo Antonio, Manuel Alves, Surubim y Crixas, pasado el cual está la cachoeira Carreira Comprida. Aquí, entre 2002 y 2006, se ha construido la central hidroeléctrica de Peixe Angical, con 452 MW. El río discurre por una gran meseta compuesta de arena y arcilla, que ha sido excavada por el río formando un amplio valle, con bordes de empinados acantilados, a veces de entre 200 a 400 m de altitud. Tras la presa, llega la primera localidad de importancia que baña el río, Porto Nacional. Sigue en dirección sur, en un tramo en que por el lado derecho bordea la sierra de Lajeado, pasando cerca de Palmas, en un tramo en que estaban antiguamente las cachoeiras de Santos y Punil. Aquí se ha realizado entre 1998-2002 otro gran central hidroeléctrica, la Luiz Eduardo Magalhães, que ha anegado parte del valle. Pasada la presa llega luego el río a las localidades de Miracema de Tocatins y Tocantinia, enfrentadas en márgenes opuestos del río. Bordea por el oeste el Área Indígena de Xerente (unos 30 km) y llega a Pedro Alonso, donde recibe por la derecha el río Sono (420 km), para seguir aguas abajo pasando frente a Tupiratins, Palmeirante (al poco de recibir el río Manuel Alves Penuena), Filadelfia (donde recibe al Manuel Alves Grande), y Carlina, en la frontera entre los estados de Tocatins y Maranhão. 

### Medio Tocantins
A partir de aquí, el río será la frontera natural interestatal entre Tocatins y Maranhão. Sigue su curso bañando las localidades de Babaculandia, Estrito (un municipio de 2.719 km² y 27.328 hab. en 2008, en un paso estrecho del río aprovechado por la rodovía BR-110 para cruzar mediante un puente), Tocantinópolis (1.077 km² y 21.932 hab. en 2008, en la boca del río Taury), Arraisas, Imperatriz (236.311 hab. en 2008, la mayor ciudad de Maranhão bañada por el río y la segunda del estado), Sampaio (3.788 hab. en 2008), Saranzal, Sao Sebastiano do Tocantins y Sao Joao do Araguaia (11.963 hab. en 2008), en la boca del más importante de sus afluentes, el río Araguaia. 
El río Araguaia, afluente por la margen occidental, tiene sus fuentes más meridionales en las laderas de la Serra dos Caiapós y recorre 1.910 km, en un curso paralelo al del Tocantins por el oeste. El Araguaia iguala casi en volumen al Tocantins, por lo que muchas veces se habla del sistema fluvial Tocantins-Araguaia. Además de su principal afluente, el río das Mortes, el Araguaia tiene veinte afluentes más pequeños, permitiendo sus cursos muchos kilómetros de navegación en canoa. En la búsqueda de su camino hacia las tierras bajas, con frecuencia se rompe en cascadas y rápidos, o corre violentamente a través de desfiladeros rocosos, hasta que, en un punto cerca de 180 km por encima de su cruce con el Tocantins, ve su curso atravesado por un dique de roca de 20 km en rugientes cataratas.

### Bajo Tocantins
Acabado de recoger el Araguaria, el Tocantins deja de ser frontera y se interna en el estado de Pará, recibiendo por la izquierda otro de sus afluentes importantes, el río Itacaiúnas (390 km), próximo a Marabá. A partir de aquí, el río entra en una zona en que antes tenía muchas cataratas y rápidos, pero que quedó inundada por el lago artificial creado por la construcción de la gran presa de Tucuruí (1976-84), una de las centrales hidroeléctrica más grande del mundo (la 4.ª por potencia instalada). Cuando la segunda fase del proyecto Tucuruí termine, habrá un sistema de esclusas que permitirán una larga extensión del tramo navegable. Las obras de construcción de las esclusas se han estancado durante muchos años debido a la falta de financiación, pero están incluidas en un masivo programa de desarrollo lanzado por el gobierno brasileño en 2007, que de llevarse a cabo podrían estar operativas en un plazo aproximado de cuatro años. 
El lago artificial se extiende casi unos 170 km, y pasada la presa, el curso del río se ve interrumpido por numerosas islas fluviales y bancos de arena. Pasa a la izquierda del Área Indígena Trocatá, y entra ya en la parte final, casi estuarina, en que la gran meseta ha desaparecido para dar lugar a una cubierta de bosques, medio sumergida en la llanura aluvial, que se extiende hacia el noreste y oeste. En las orillas del río se sitúan las localidades de Bailique, Baiao do Bacuri, Carabajo, Cametá, Limoiero do Araju, donde entra ya en el tramo del río Pará, que suele llamarse una de las bocas del Amazonas (si parte de las aguas del Amazonas discurre alrededor de la parte sur de la gran isla de Marajó, en el río Pará, lo hacen a través de tortuosos canales naturales, que no constituyen la desembocadura del Amazonas). Finalmente el río se adentra ya en el estuario de Marajó, situándose en su ribera muchas localidades de la región metropolitana de Belém, entre ellas la propia capital.

## Cuenca y caudal

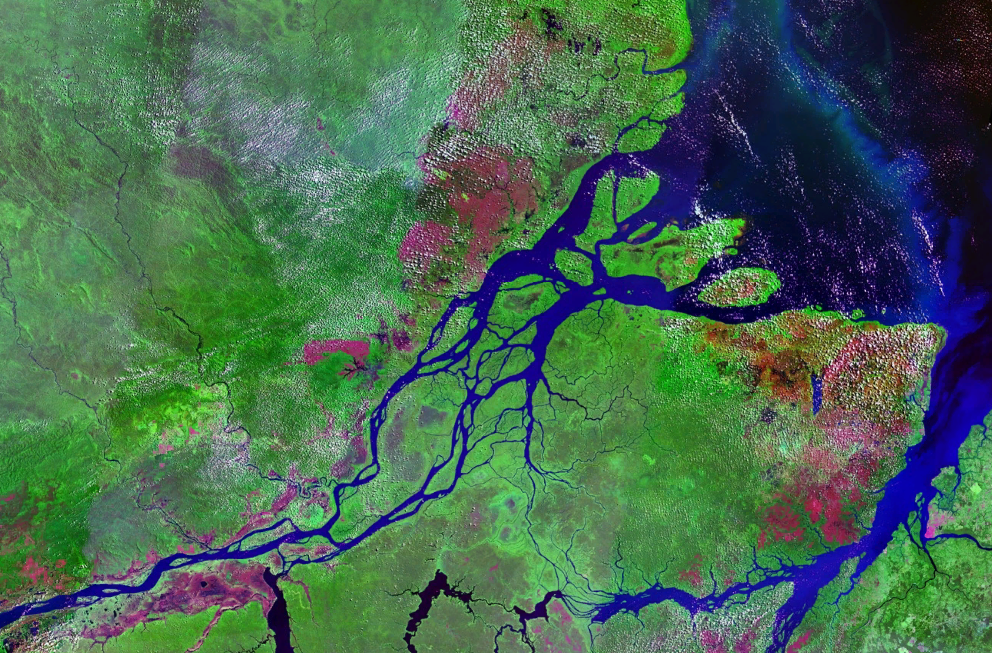
Bocas de Amazonas. En la parte inferior derecha, el estuario de Marajó, con la ciudad de Belem (en rosa).

La combinación de las cuencas hidrográficas de los ríos Araguaia y Tocantins (cuenca Tocantins-Araguaia) comprende 764.183 km², aproximadamente el 9,5% del territorio nacional de Brasil y forma parte de la vertiente del Atlántico, aunque a veces se incluya en la cuenca Amazónica sin que el río Tocantins sea un afluente del Amazonas. 
El río, en los primeros 1.060 km tiene un desnivel de 925 m; en los siguientes 980 km, desciende tan sólo 149 m; los últimos 360 km del Tocantins son un tramo de embalse, el lago de la presa de Tucuruí, que encubre los antiguos desniveles que allí existían; siguiendo hasta la boca, hay un descenso casi insignificante, sufriendo, incluso, la influencia de las mareas.
El río Tocantins registra un caudal medio de 13.598 m³/s (el 9,0% del total nacional, más de cinco veces el del río Ródano) y un caudal de descarga de 14,4 l/s/km² (sus subcuencas tienen: Tocantins (11 l/s/km²), Araguaia (16 l/s/km²), Pará (17 l/s/km²) y Guamá (21 l/s/km²), respectivamente).

## Flora

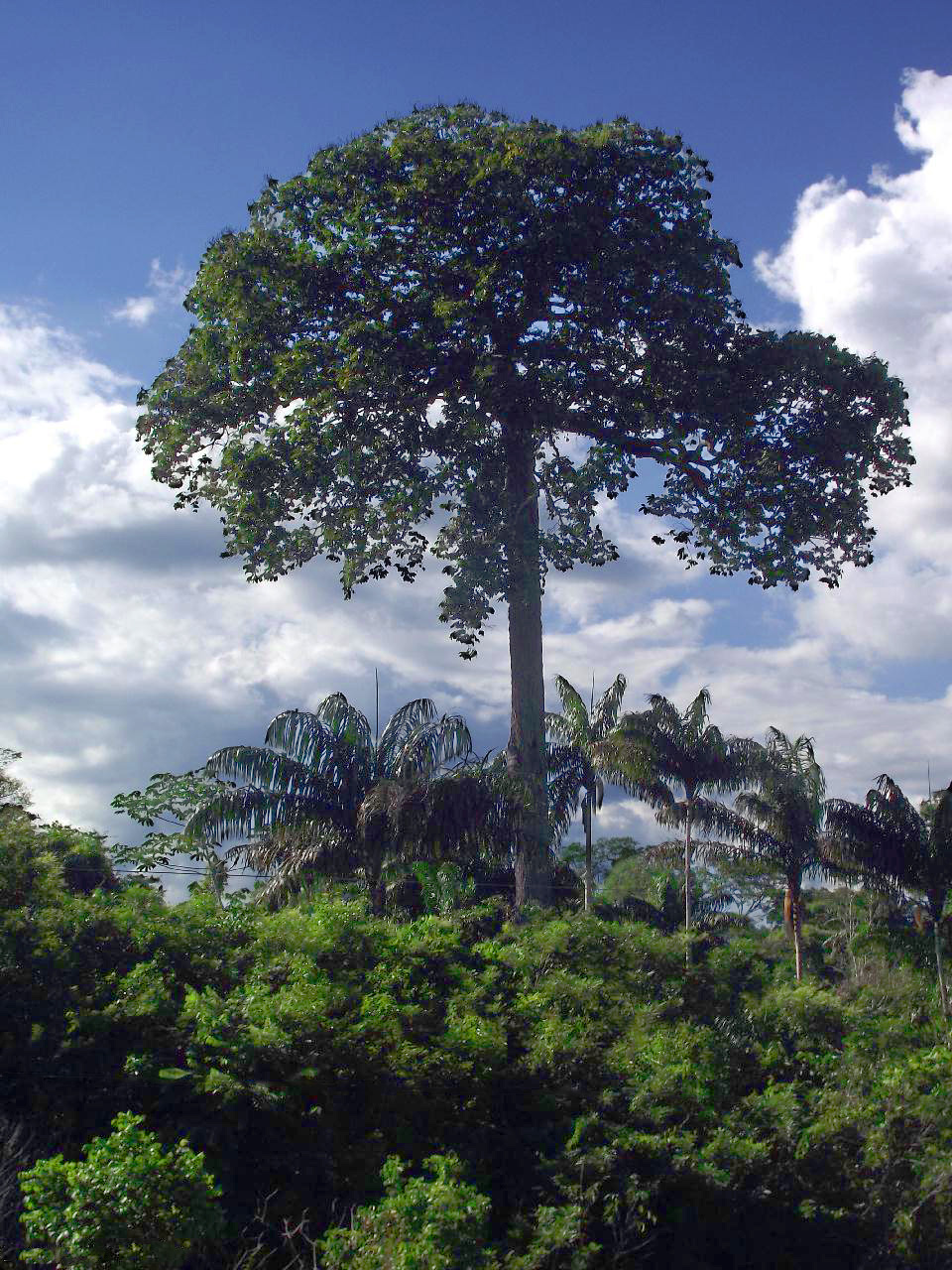
Castañera de nueces del Brasil.

La cuenca hidrográfica del Tocantins travesía dos tipos de vegetación muy diferenciada. Si en el curso bajo del río es eminentemente selva tropical, en los cursos alto y medio encontramos la flora característica del cerrado brasileño. En el curso medio y abajo del río se encuentran las mayores extensiones de árboles castaños del Amazonas, principalmente castanhas do Pará.
En la cuenca solo se encuentran cinco áreas protegidesː la reserva de Águas Emendadas, el parque nacional de la Chapada dos Veadeiros, el parque nacional de Araguaia, la Reserva Indígena de Araguaia y la reserva de Mocajuba. El año 2019 se creó el proyecto Juntos pelo Araguaia, que propone medidas para recuperar las áreas forestales de este río, conservación del suelo y saneamiento de las aguas residuales urbanas de los municipios de su orilla.

## Fauna

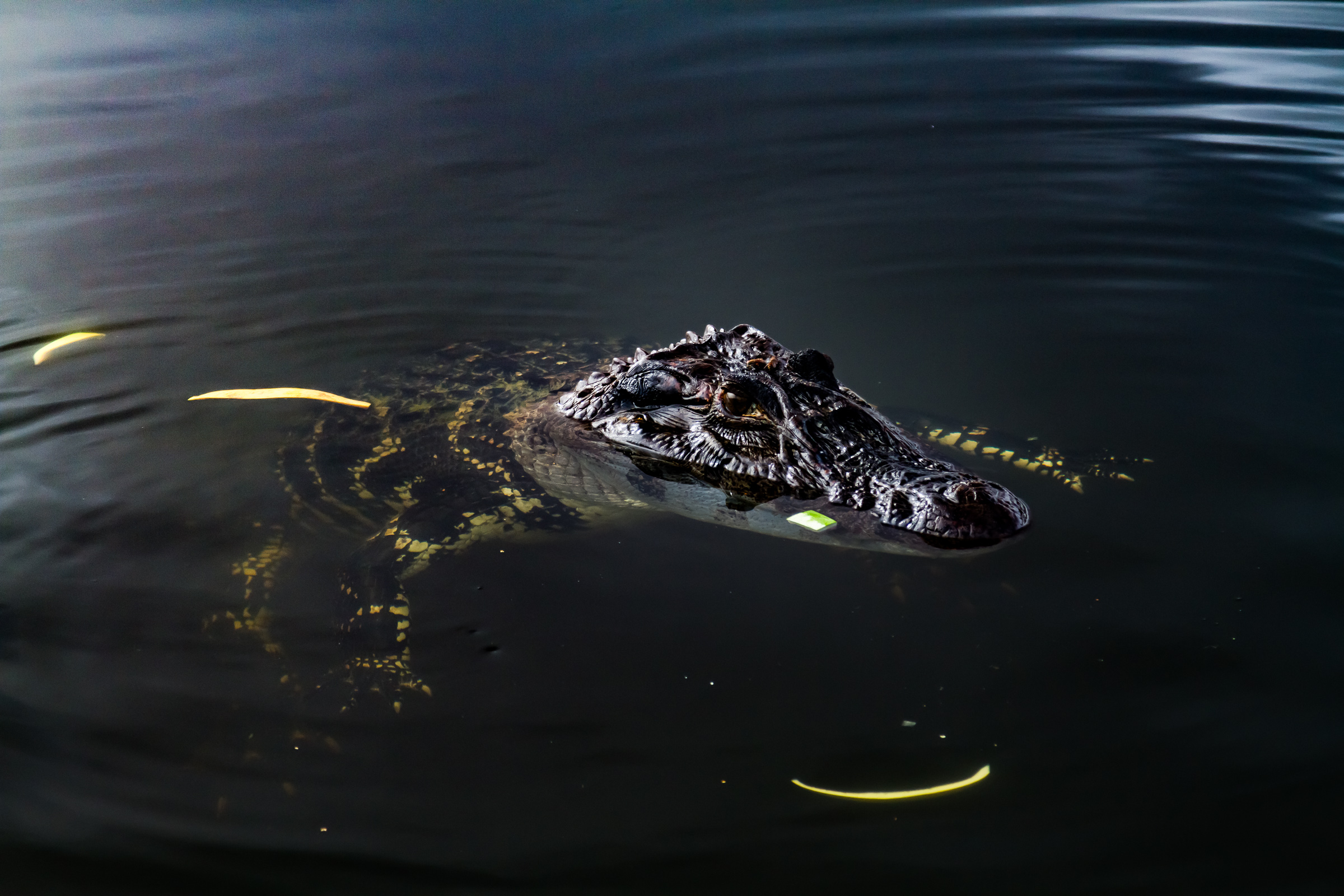
- Melanosuchus niger (caimán negro).

La región del Tocantins es biológicamente rica, con muchas especies endémicas. Se conocen 153 especies de mamíferos registrados, ocho de ellos primates, 21 roedores y más de 90 especies de murciélagos. Se pueden encontrar otras especies como el caimán de anteojos (Caiman crocodilus), caimán negro, podocnemis unifilis, manatí amazónico y dos especies de delfines de río: el delfín del  Amazonas (Inia geoffrensis) y el tucuxi. La diversidad de aves es particularmente alta, con 527 especies conocidas, entre ellas tucanes, halcones y el guacamayo escarlata (Ara macao).
Los ríos Tocantins-Araguaia albergan más de 300 especies de peces, de 30 familias diferentes. Aun así, se considera una diversidad baja de peces según los estándares amazónicos. La mayoría de las especies son migratorias, con migración reproductiva río arriba de octubre a marzo, con las primeras lluvias de temporada, volviendo al final de la temporada de aguas altas.

## Navegación
Gran parte del curso del río Tocantins es navegable, unos 1400 km entre Belém y Peixe (Tocantins). Los tramos, desde el punto de vista fluvial, son los siguientes:
- Boca del río a la presa de Tucuruí, un tramo de unos 250 km de longitud. La navegabilidad es posible todo el año para embarcaciones con un calado de 2,5 m, afectada por las mareas y por las crecidas estacionales del río Tucuruí. El primer tramo presenta condiciones óptimas para grandes convoyes, pero desde Cametá a Tucuruí, en algunas épocas hay puntos difíciles para grandes barcazas, debido a piedras y bancos de arena, como en Nazaré dos Patos.
- Tucuruí a São João do Araguaia, un tramo de 268 km con situaciones diversas: desde el embalse de Tucuruí, que permite la navegación, de Praia Alta a Marabá, un trecho directamente influenciado por la variación de nivel del embalse, y desde Marabá a São João do Araguaia, presenta una serie de corredeiras que limitan las dimensiones de la vía.
- São João do Araguaia a Imperatriz (confluencia Araguaia-Tocantins) , un tramo de 190 km navegable todo el año, con una profundidad mínima de 1,50 m. Tiene una pendiente media de solo 11 cm/km, aunque en un trecho de 15 km, próximo a la boca del Araguaia, hay pendientes locales entre 26 y 60 cm/km, y que necesitan de dragado y retirada de material para mejorar la seguridad en los períodos de estiaje.
- Imperatriz a Tocantinópolis, un tramo de 100 km, las condiciones son difíciles, presentando corredeiras que pueden ser consideradas infranqueables en período de estiaje.
- Tocantinópolis a Tocantínia-Miracema, un tramo de 500 km en que las embarcaciones de 1 m de calado pueden navegar todo el año. 490 km de este tramo tienen pendientes menores de 20 cm/km y solamente 10 km presentan trechos aislados con pendientes por encima de 23 cm/km.
- Tocantínia-Miracema a la confluencia de los ríos Maranhão y Paranã (Alto Tocantins),  presenta dos trechos, con 10 km e 82 km, respectivamente, separados por 28 km donde se encuentra una secuencia de cuatro cachoeiras; en seguida, un nuevo trecho de 15 km navegable sucedido por los 5 km de Carreira Comprida, con pendientes de 98 cm/km. En los restantes 220 km, las condiciones son buenas, aunque hay puntos con pendientes entre 20 e 30 cm/km. Este último tramo tiene problemas de navegación por la construcción de dos grandes presas que han necesitado desviar temporalmente el curso del río. Finalizadas las obras, el tramo será totalmente navegable.

## Trivia
La fuente más distante del río Tocantins está situada en la frontera entre los municipios de Ouro Verde (Goias) y Petrolina (Goias), justo al lado de la división con el municipio de Ahmadabad (Goiás). Desde este punto, el río nace con el nombre del Padre Río Souza.

## Aprovechamiento hidroeléctrico en el Tocantins

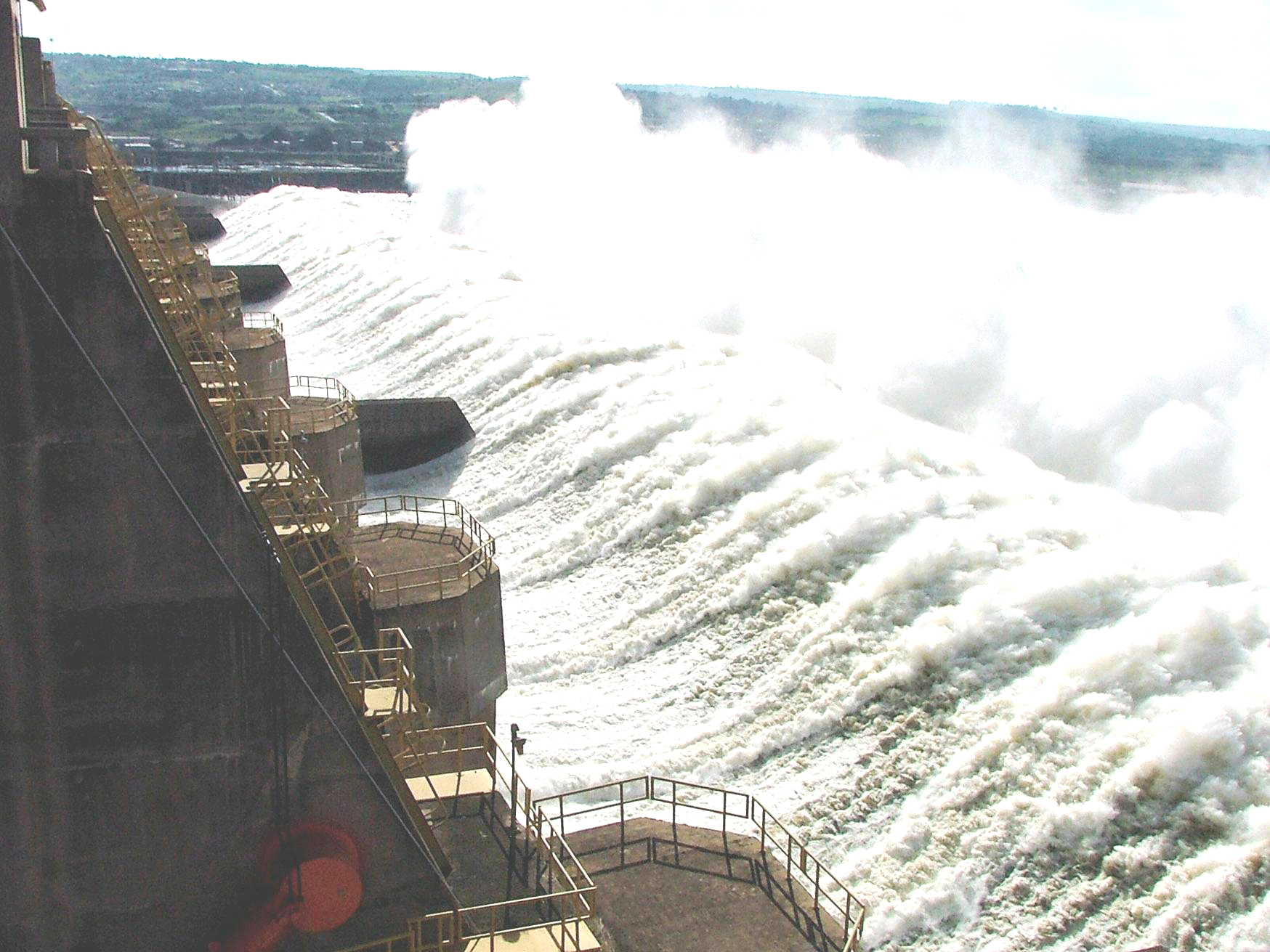
Central de Tucuruí, la 4.ª del mundo por potencia instalada y la 2.ª por velocidad de descarga. Lleva en funcionamiento desde 1984.

En el río Tocatins se han construido varias importantes presas para su aprovechamiento hidroeléctrico, siendo las más importantes las siguientes:
- Central hidroeléctrica de Sierra de Mesa, en el municipio de Minaçu (Goiás), a 1 790 km de la desembocadura. Está construida en el alto Tocantins, en el río Maranhão. Tiene una potencia instalada de 1.275 MW, una altura máxima de 154 m y un volumen de agua embalsado total de 54.400 hm³. El lago artificial tiene una superficie de 1 784 km² (el quinto mayor de Brasil por superficie), con una altura de 460 m sobre el nivel del mar. Es el mayor lago de Brasil por volumen de agua.
- Central hidroeléctrica de Cana Brava, también en el municipio de Minaçu (Goiás), con 456 MW, aguas abajo de la anterior.
- Central hidroeléctrica de Peixe Angical, en el municipio de Peixe (Tocantins), con 452 MW (2002-08).
- Central hidroeléctrica de Luiz Eduardo Magalhães, construida en 1998-2002, en el municipio de Lajeado (Tocantins), con 902,5 MW. Tiene un lago de 630 km², un dique de 2,1 km de largo y una altura de 74 m.
- Central hidroeléctrica de Tucurui, en el municipio de Tucurui (Pará), a 400 km de la ciudad de Belém. Construida entre 1976-84, es la 4.ª central hidroeléctrica del mundo por potencia instalada, con 8.370 MW. La presa tiene 11 km de largo, una altura de 106 m, y un volumen de 45.800 hm³ (27.º del mundo). El lago formado tiene una superficie de 2 430 km² (14.ª del mundo). La presa es la segunda del mundo por capacidad de descarga, con 120.000 m³/s,[10] habiendo sido recientemente superada por poco por la presa de las Tres Gargantas.

## Hidrología
El Tocatins tiene un drenaje irregular con un período de crecidas de enero a mayo durante la temporada de lluvias y una época seca de junio a diciembre. Así, el caudal mensual del río Tocantins, en Itupiranga, puede variar entre 1 775 m³/s y 50 033 m³/s, mientras que el caudal medio es de 11 364 m³/s. 
| Caudal medio mensual del Tocantins en la estación hidrológica de Itupiranga (en m³/s, para una cuenca de 727 900 km², en el período 1969-81) |
| |